# Sopwith 1913 Circuit of Britain Biplane
El Sopwith 1913 Circuit of Britain Biplane fue un hidroavión británico construido por Sopwith para participar en la carrera aérea del Circuito de Gran Bretaña del Daily Mail de 1913. Único participante en tomar la salida, tuvo que ser retirado después de un accidente al aterrizar, a dos tercios del recorrido de la carrera.

## Diseño y desarrollo
El Circuit of Britain Biplane (Biplano del Circuito de Gran Bretaña) era un biplano tractor de cuatro vanos con un fuselaje de sección cuadrada con la parte delantera recubierta con aluminio hasta la cabina de popa, y el resto recubierto con tela. Las secciones delanteras de los larguerillos estaban hechas de fresno y las secciones traseras, de abeto. El control lateral se efectuaba mediante alerones en las alas superior e inferior, que estaban decaladas y tenían largueros de abeto unidos a una sección en I y soportes huecos entre planos. Las superficies de la cola consistían en elevadores no compensados montados en un gran plano de cola semicircular y un timón aerodinámicamente compensado, sin una superficie vertical fija. Los flotadores principales de un solo rediente tenían una estructura de fresno y abeto recubierta con dos capas de cedro y estaban divididos en tres compartimentos estancos. Estaba propulsado por un Green E.6 de 75 kW (100 hp), cuyos radiadores estaban colocados a ambos lados del fuselaje.

## Historia operacional
La competición debía comenzar en Southampton el sábado 16 de agosto y las reglas permitían que el intento se llevara a cabo durante cualquier período de 72 horas antes del fin de mes. De los cuatro participantes en la carrera, el Sopwith, pilotado por Harry Hawker con Harry Kauper como pasajero, fue el único avión que tomó la salida. Samuel Cody había muerto mientras probaba el avión que había construido para la competición, el avión inscrito por James Radley y Gordon England había resultado dañado durante las pruebas y el biplano Short de Francis McClean se retrasó por problemas de motor que le impidieron competir.
Hawker y Kauper partieron poco antes del mediodía y llegaron a Great Yarmouth, en la costa de Anglia Oriental, a las 4:38, donde Hawker se desplomó poco después de aterrizar. Esto se atribuyó a una insolación, pero pudo haberse debido a una intoxicación por monóxido de carbono (posteriormente se alargó el tubo de escape del avión, pero es posible que fuera para reducir el ruido). Según las normas de la competición no se podía volar el domingo, por lo que se intentó reanudar el vuelo el lunes, con Sydney Pickles asumiendo el puesto de piloto, pero fue imposible debido al deterioro de las condiciones meteorológicas.
Las autoridades de la carrera permitieron una segunda salida y el avión fue devuelto a Southampton por ferrocarril. El segundo intento comenzó el lunes 25 de agosto, cuando Hawker y Kauper despegaron a las 5:30 horas. Volando vía Ramsgate, Yarmouth y Scarborough, Seaham (donde se hizo una parada no programada de una hora para efectuar reparaciones y reemplazar el agua perdida del radiador) y terminando el día en Beadnell, alrededor de 32 km antes del punto de control en Berwick-upon-Tweed, debido a que una de las mangueras del radiador se había quemado. Al día siguiente salieron de Beadnell a las 8:05, parando en Montrose, Aberdeen y Cromarty, y llegando a Oban en la costa oeste de Escocia a las seis de la tarde; despegaron el tercer día a las 5:42 am; después de una parada en Kiells debido a problemas de motor, se llegó a Larne a las 9:30. A las 11 despegaron hacia Dublín, pero a pocos kilómetros de su destino, Hawker decidió aterrizar para realizar ajustes en las válvulas del motor. Desafortunadamente, su pie se resbaló de la barra del timón y el avión se deslizó en el agua, rompiéndose el brazo de Kauper y dañando el avión demasiado gravemente como para que el vuelo pudiera continuar.
Aunque sólo habían cubierto dos tercios de los 2330 km del recorrido, Hawker recibió un premio de 1000 libras y también recibió la medalla de plata de la Royal Aeronautical Society; Kauper recibió una medalla de bronce.

## Especificaciones
Referencia datos: Lewis 1962

### Características generales
- Tripulación: Uno (piloto)
- Capacidad: Un pasajero
- Longitud: 9,5 m (31 ft)
- Envergadura: 15,1 m (49,5 ft)
- Superficie alar: 46 m² (495,2 ft²)
- Peso vacío: 717 kg (1580,3 lb)
- Peso cargado: 1089 kg (2400,2 lb)
- Planta motriz: 1× motor lineal de 6 cilindros refrigerado por agua Green E.6.
  - Potencia: 75 kW (103 HP; 102 CV)
- Hélices: Bipala

### Rendimiento
- Velocidad crucero (Vc): 105 km/h (65 MPH; 57 kt)

## Aeronaves relacionadas

### Desarrollos relacionados
- Cody Floatplane
- Radley-England